# Championnat d'Ouzbékistan de football 1994
Navigation
Saison précédente Saison suivante
La saison 1994 du Championnat d'Ouzbékistan de football est la troisième édition de la première division en Ouzbékistan, organisée sous forme de poule unique, l'Oliy Liga, où toutes les équipes se rencontrent deux fois au cours de la saison. En fin de saison, les deux derniers du classement sont relégués et remplacés par les deux meilleurs clubs de Birinchi Liga, la deuxième division ouzbek.
C'est le tenant du titre, le Neftchi Ferghana qui remporte à nouveau le championnat après avoir terminé en tête du classement final, avec six points d'avance sur le Nurafshon Bukhara et dix sur le Navbahor Namangan. C'est le troisième titre de champion d'Ouzbékistan de l'histoire du club, qui réussit même le doublé en s'imposant en finale face au FK Yangiyer.

## Clubs participants
- Pakhtakor Tachkent
- Neftchi Ferghana
- Sogdiana Jizzakh
- Nurafshon Bukhara
- Navbahor Namangan
- Temiryolchi Qoqon
- Navroz Andijan
- Atlaschi Margilon - Promu de Birinchi Liga
- Traktor Tachkent
- Surxon Termiz - Promu de Birinchi Liga
- MHSK Tachkent
- Chirchiq FC
- FK Yangiyer
- Aral Nukus
- Shifokor Guliston
- Politotdel Tachkent

## Compétition
Le barème de points servant à établir le classement se décompose ainsi :
- Victoire : 2 points
- Match nul : 1 point
- Défaite : 0 point

### Classement
| Rang | Équipe                | Pts | J  | G  | N | P  | Bp | Bc | Diff |
| ---- | --------------------- | --- | -- | -- | - | -- | -- | -- | ---- |
| 1    | Neftchi Ferghana T'C' | 50  | 30 | 21 | 8 | 1  | 82 | 36 | +46  |
| 2    | Nurafshon Bukhara     | 44  | 30 | 20 | 4 | 6  | 63 | 31 | +32  |
| 3    | Navbahor Namangan     | 40  | 30 | 17 | 6 | 7  | 58 | 26 | +32  |
| 4    | MHSK Tachkent         | 39  | 30 | 16 | 7 | 7  | 57 | 28 | +29  |
| 5    | Temiryo'lchi Qo'qon   | 36  | 30 | 16 | 4 | 10 | 50 | 42 | +8   |
| 6    | Sogdiana Jizzakh      | 35  | 30 | 14 | 7 | 9  | 53 | 35 | +18  |
| 7    | Politotdel Tachkent   | 35  | 30 | 14 | 7 | 9  | 45 | 35 | +10  |
| 8    | Pakhtakor Tachkent    | 35  | 30 | 13 | 9 | 8  | 56 | 37 | +19  |
| 9    | Traktor Tachkent      | 27  | 30 | 10 | 7 | 13 | 27 | 33 | -6   |
| 10   | Surxon Termiz P       | 26  | 30 | 11 | 4 | 15 | 42 | 51 | -9   |
| 11   | Navro'z Andijan       | 25  | 30 | 11 | 3 | 16 | 34 | 50 | -16  |
| 12   | FK Yangiyer           | 22  | 30 | 8  | 6 | 16 | 44 | 44 | 0    |
| 13   | Atlaschi Margilon P   | 19  | 30 | 6  | 7 | 17 | 28 | 58 | -30  |
| 14   | Chirchiq FC           | 18  | 30 | 8  | 2 | 20 | 31 | 77 | -46  |
| 15   | Aral Nukus            | 15  | 30 | 6  | 3 | 21 | 26 | 65 | -39  |
| 16   | Shifokor Guliston     | 14  | 30 | 6  | 2 | 22 | 16 | 64 | -48  |

|  | Qualification pour la Coupe des clubs champions 1995-1996                           |
|  | Qualification pour la Coupe des Coupes 1995-1996                                    |
|  | Relégation directe en Birinchi Liga                                                 |
|  | T: Tenant du titre C: Vainqueur de la Coupe d'Ouzbékistan P: Promu de Birinchi Liga |

## Bilan de la saison
| Championnat d'Ouzbékistan de football 1994 |                             |
| Champion                                   | Neftchi Ferghana (3e titre) |
| Coupes et trophées                         |                             |
| Vainqueur de la Coupe d'Ouzbékistan 1994   | Neftchi Ferghana            |
| Qualifications continentales               |                             |
| Coupe des clubs champions 1995-1996        | Neftchi Ferghana            |
| Coupe des Coupes 1995-1996                 | FK Yangiyer                 |
| Promotions et relégations                  |                             |
| Promus en Uzbek League                     | Mash'al Mubarek             |
| Promus en Uzbek League                     | Dinamo Samarqand            |
| Relégués en Birinchi Liga                  | Aral Nukus                  |
| Relégués en Birinchi Liga                  | Shifokor Gulistan           |